# Sandkúlur
Sandkúlur är en bergstopp i republiken Island. Den ligger i regionen Västlandet, 120 km nordväst om huvudstaden Reykjavík. Toppen på Sandkúlur är 844 meter över havet, eller 182 meter över den omgivande terrängen. Bredden vid basen är 1,7 km.
Närmaste större samhälle är Ólafsvík, nära Sandkúlur. Trakten runt Sandkúlur består i huvudsak av gräsmarker.

Utsikt från Sandkúlur riktning Snæfellsjökull, Island